# Дагебюль
Дагебюль (нім. Dagebüll) — громада в Німеччині, розташована в землі Шлезвіг-Гольштейн. Входить до складу району Північна Фризія. Складова частина об'єднання громад Зюдтондерн.
Площа — 36,22 км2. Населення становить 897 ос. (станом на 31 грудня 2020).

## Галерея

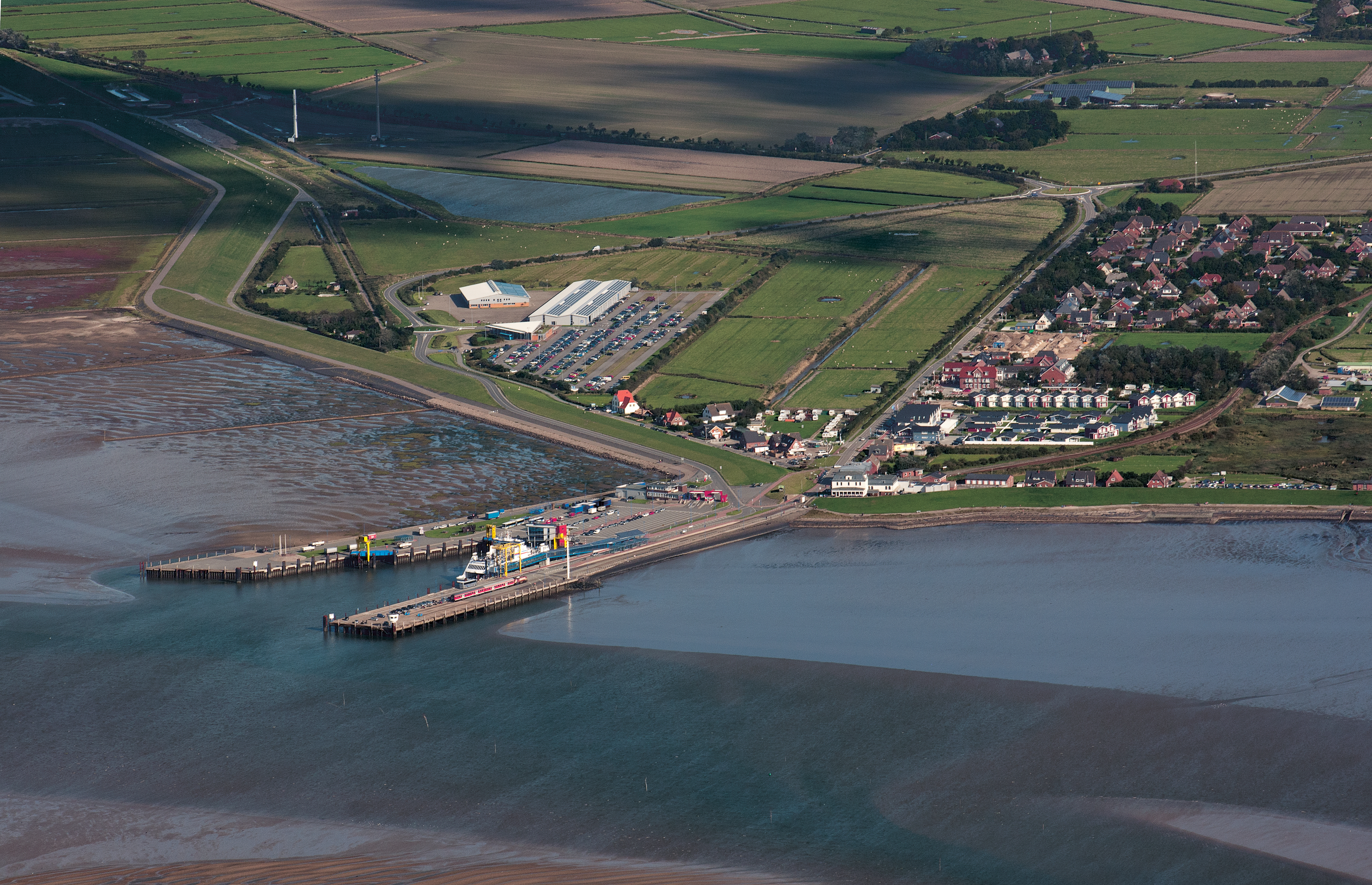
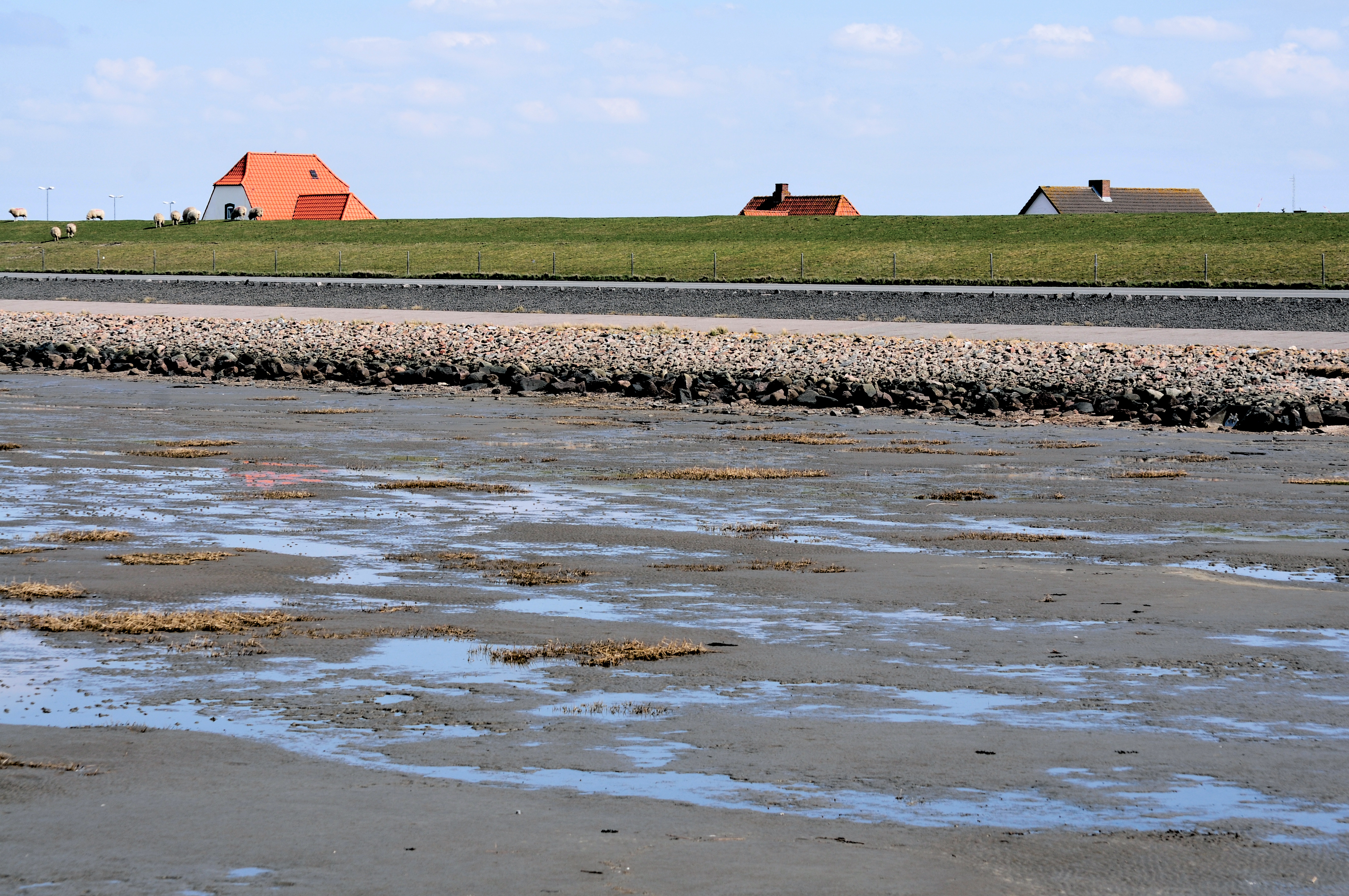
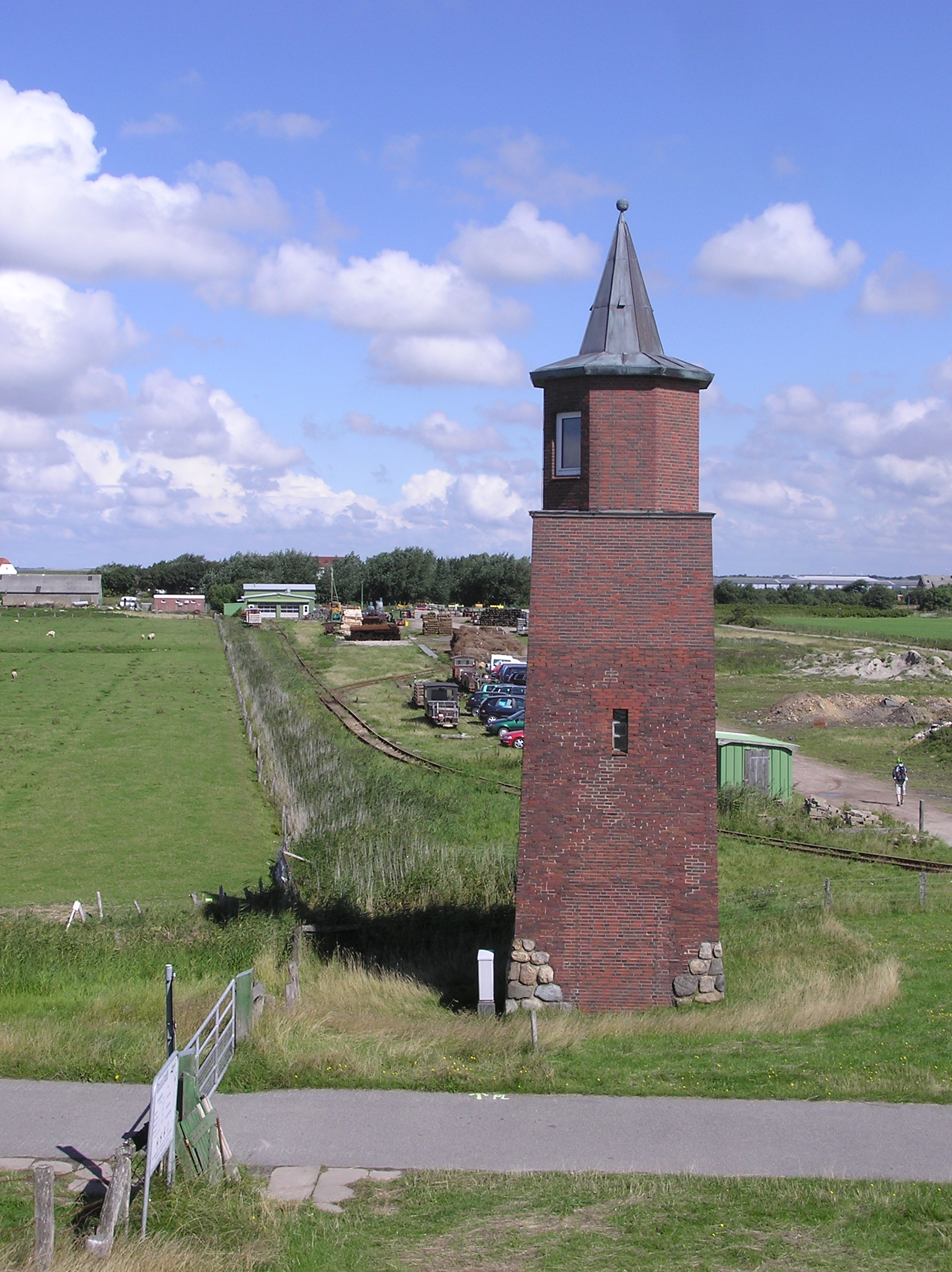
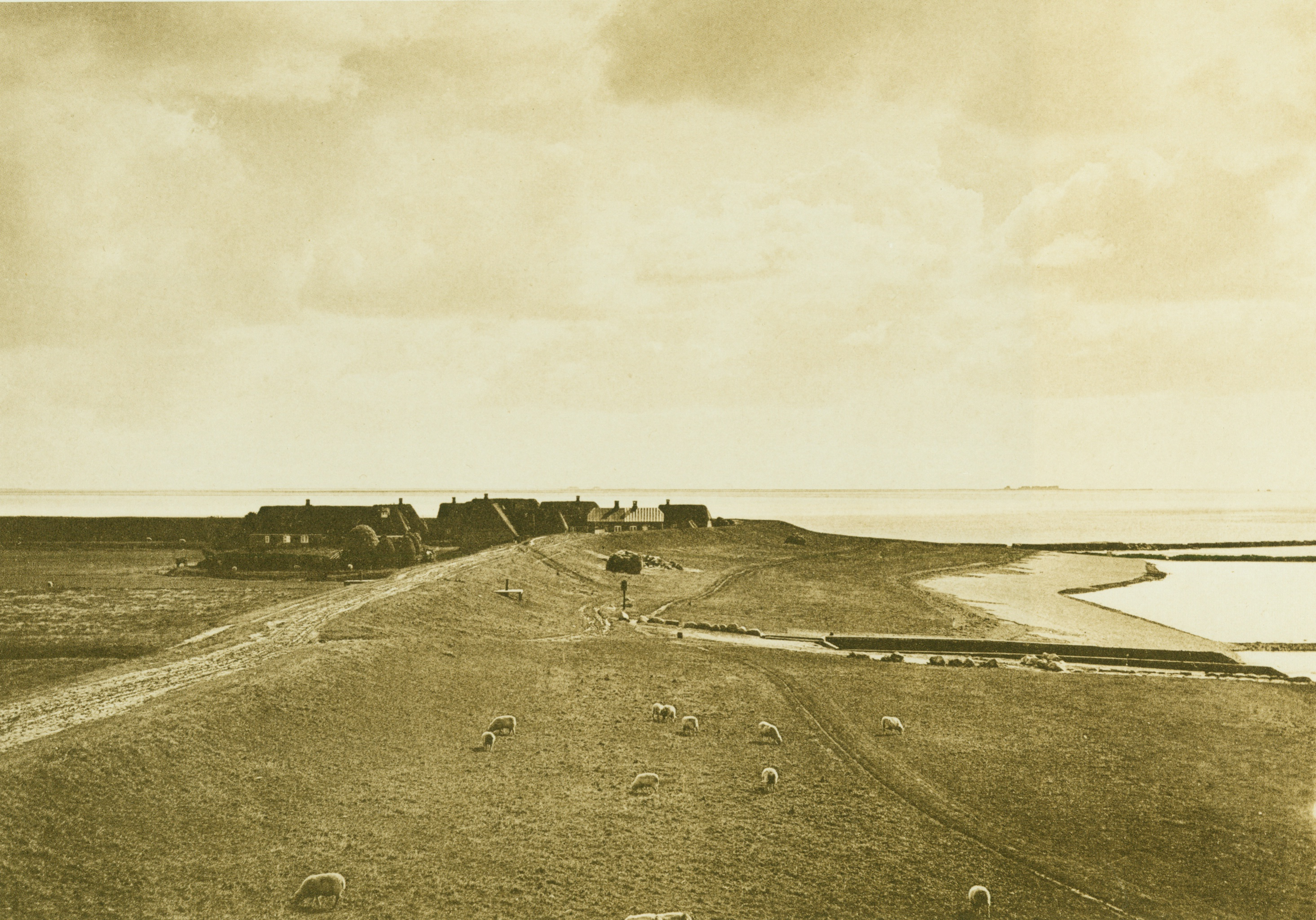
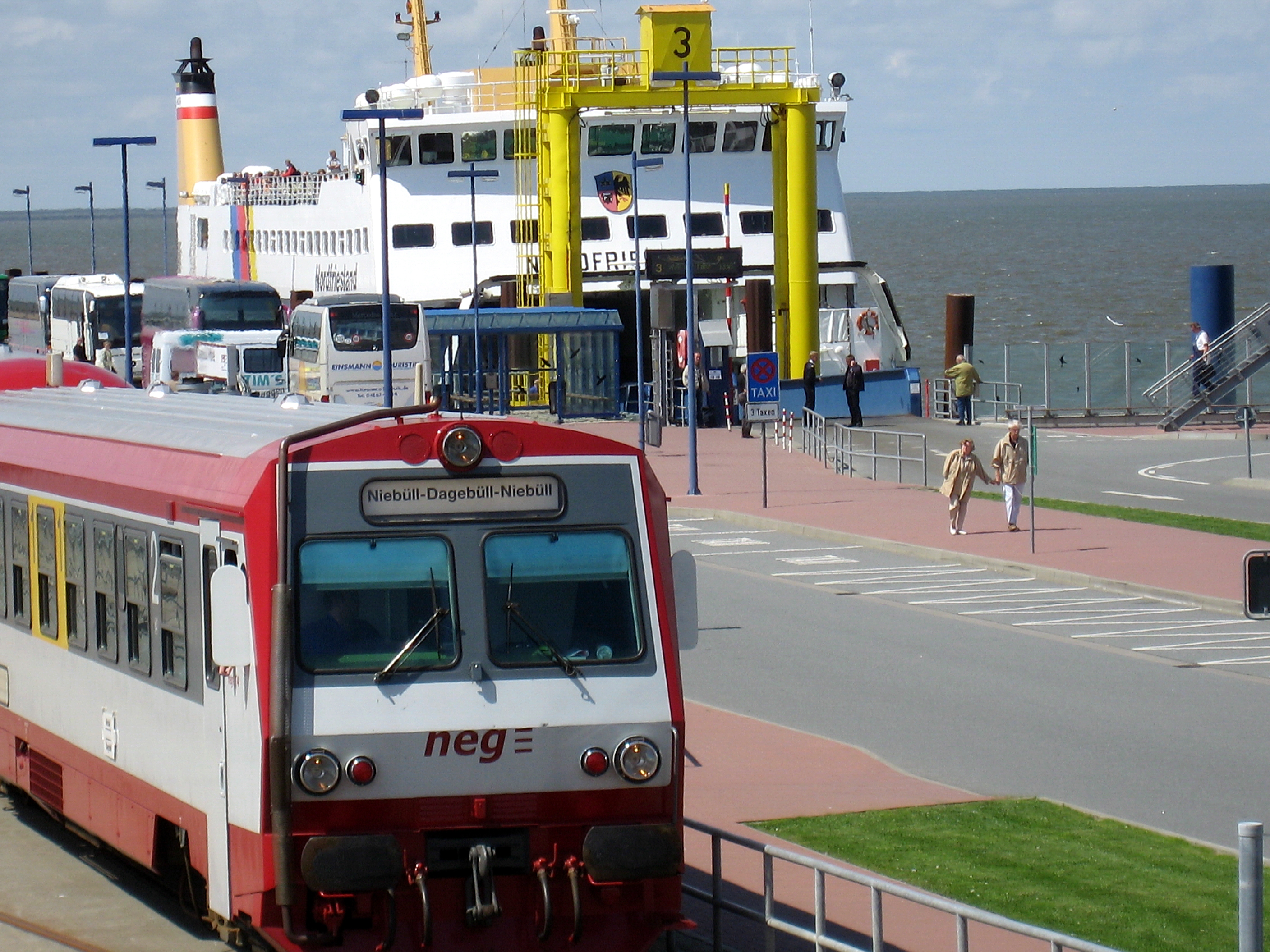
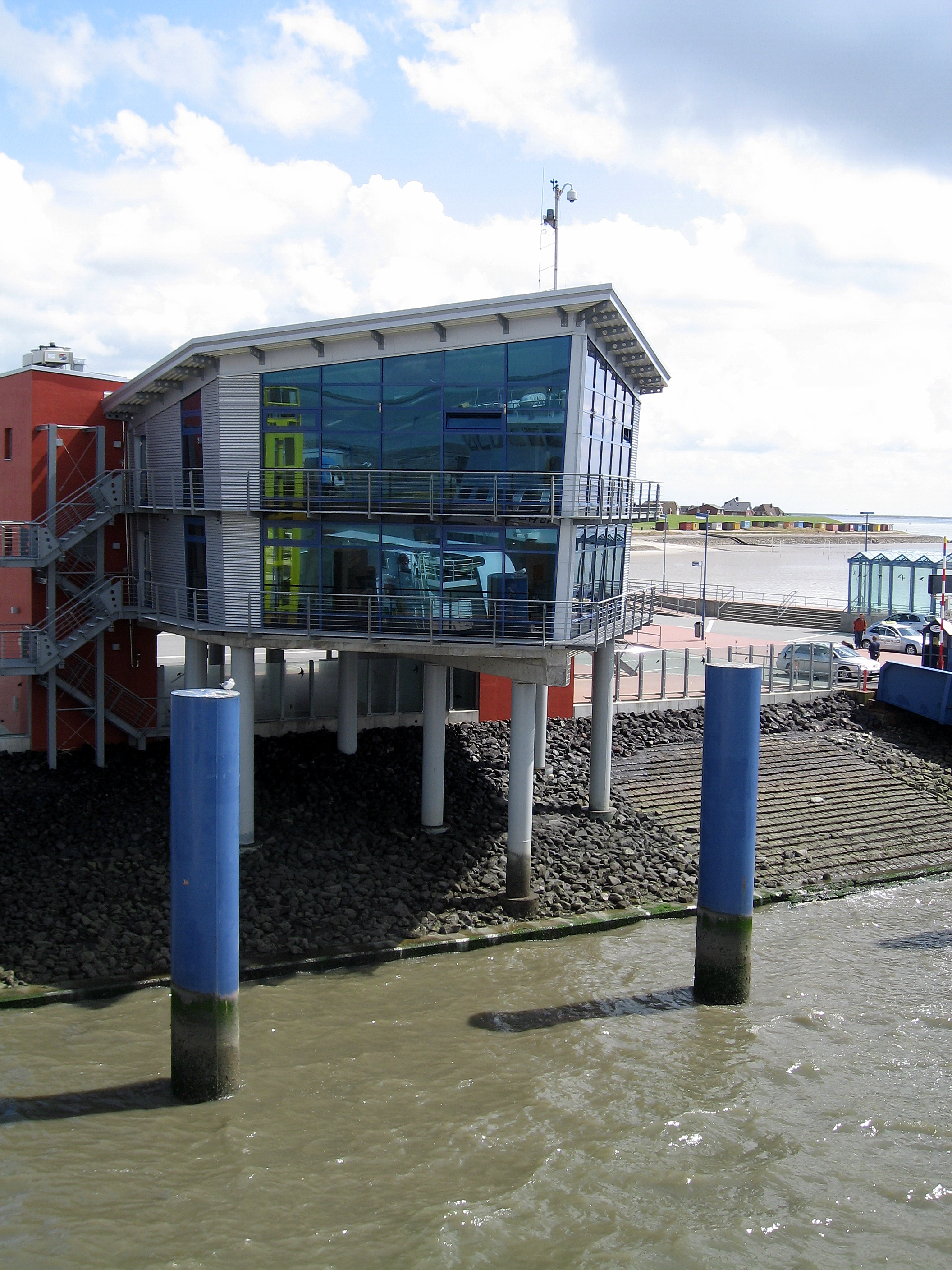